# Reversible (ゲーム)
『Reversible』（リバーシブル）は、2007年7月20日に有限会社イーゼルエンタテインメントのアダルトゲームブランド・EGISより発売されたアダルトゲーム。

## 概要
EGISのデビュー作にしてリタイア作（理由は後述）。キャッチコピーは「夜がくると彼女はかわる……」。発売前には、コアマガジンのメガストア2007年9月号でキャラクターデザイナーの方谷辛稔による描き下ろしイラストを添えた巻頭特集が組まれた。
内容については、大学のゼミを主な舞台に、主人公の斎藤龍彦が親友の瀬能悠司への劣等感や罪悪感を抱えながら、やがて悠司の恋人の由森美咲に懇願されるまま処女を奪うシナリオをメインに据えた、コマンド選択型アドベンチャーゲームである。そのまま美咲と背徳的なセックスを重ねるシナリオや、あるいは学生課職員の福来奈保やゼミ後輩の杉原静乃などと欲望のおもむくままのセックスを重ねるシナリオを通じ、龍彦やヒロインたちの暗く生々しい部分が浮き彫りとなっていく。
セックスシーンの多くはアニメーション（以降、「アニメ」）で描かれており、EGISもそれを一番の売りにしていたことが、健在当時の公式サイトや各宣伝媒体での表記からもうかがえる。しかし、実際には要求スペックをすべて満たした環境でもアニメデータの読み出し時に何秒間もの画面暗転が発生する、アニメの途中で次の長い読み出しが始まるとその間はキーボード入力やマウスクリックに反応しなくなるなど、ほとんどの箇所ではアニメがかえってプレイを妨げるうえ、それによりテキストや音声との同調も崩れてしまう。さらには、テキストの内容にグラフィックの枚数が足りていない箇所がいくつもあるばかりか、エンディング到達を確信させるためにアドベンチャーゲームでは必須とされる最後のイベントグラフィックに至っては、それを印象付けるための待機時間を置かずにスタッフロールとエンディングテーマが始まるなど、アニメより作り込みの甘さが目立ってしまっている。
その後、EGISは上記の不具合や難点を解消しないまま2007年内に消滅したうえ、イーゼルエンタテインメント系列の別ブランド・Caitsithもほぼ同時期に一旦は消滅したものの、まもなく有志がユーザーサポート用に再建したCaitsith公式サイトでは本作の主題歌『Tragicomedy』のフルバージョンの配布が開始される。それ以降、続報らしい続報は無いに等しい状態が続いていたが、2010年2月2日にはDMMで独占ダウンロード販売が開始された。また、2013年8月23日にはGyutto.comでCaitsithの『いろは 〜秋の夕日に影ふみを〜』との同梱版『いろは・リバーシブルダブルパック』の独占ダウンロード販売が開始された。さらに、2017年11月17日にはWindows 7/8/10対応版のダウンロード販売がDL.Getchu.com・DiGiket.com・DLsiteで開始された。

## あらすじ
斎藤龍彦、由森美咲、瀬能悠司の3人は古くからの友人である。いつしか、龍彦と悠司はどちらも美咲を異性として好きになっていたが、それを表に出すことはせず明るく付き合う仲であり、美咲もそんな彼らを等しく好きになっていた。
しかし、3人の関係は大学2年になったある日、悠司が美咲に告白した時から微妙に変化した。前もって自らに確認を取った悠司に面食らう龍彦ではあったが、そんな彼の誠実さや人望の高さからも美咲を任せられると感じ、身を引く。頭を下げる悠司の姿を見る自らの中に、わずかな暗い感情が生じたことも感じながら。
やがて、表面上は以前と変わらず良き友人として接する日々の中、龍彦は今の美咲が悠司の恋人であり、手を触れるという行為にしても自らと彼では意味や価値がまったく違うことを、痛感させられていく。そこには自らと2人との間を分かつ、目に見えない壁が確かに存在しているのだ。
しかし、胸の奥をくすぶらせる龍彦は美咲と悠司の関係がスレ違い始めたことにも気付いていた。美咲も寂しさから、秘めていた龍彦への想いが急速に燃え上がっていくことを自覚する。そして、悠司があまりの多忙からゼミ合宿への参加を見合わせたことをきっかけに、美咲は合宿先で龍彦へ苦しい胸の内を吐露する。
月明かりだけが占める誰も居ない砂浜の片隅で龍彦と唇を重ねた美咲は、彼の愛撫を受けながら全裸となり、悠司にも守り通していた処女を龍彦へ捧げる。龍彦も今まで抑えていた美咲への明暗混じりの想いの中、それらを滾らせた勃起で応えて彼女と交わる。やがて龍彦と美咲のセックスは、正常位から後背位へ移行しながら激しさを増し、深く結合したまま共に絶頂を迎えるのであった。
このまま、悠司への罪悪感を持ち続けながら、美咲との背徳感に満ちたセックスに溺れるか。それとも、美咲への想いより学生課職員の福来奈保やゼミ後輩の杉原静乃との、自身の暗い欲望や感情を優先したセックスに溺れるか。それは、性器の結合を解かれても四つん這いのまま自らの精液を垂らしている美咲の姿を、呼吸も整わないまま見つめている今の龍彦には、まだ知る由も無かった。

## 登場人物

### 主人公
斎藤 龍彦（さいとう たつひこ）
大学4年生。同じゼミに通う同級生の美咲や悠司とは、親友の間柄でもある。美咲とは小学3年の頃からの間柄でもあり、密かに想いを募らせていたが、大学2年の時に自らよりあらゆる面で優秀な悠司が確認を取ったうえで美咲に告白し、彼女もそれを受け容れて交際を始めたことで、2人に裏切られたという暗い想いと見えない壁を感じるようになった。その後は2人への暗い想いを抑えながら、以前と変わらぬ友人として付き合っている。しかし、ゼミ合宿先で美咲からの告白に応えて一線を越えたことをきっかけに、彼女や悠司との関係は変化していく。
アダルトゲームの主人公の例にもれず性的能力は高く、ヒロインたちとのセックスについては連続の場合でも休まずに行えるうえ、相手（男嫌いである静乃や桂も含む）もそのたびに必ず絶頂を迎える。また、笙とのセックスに至っては後述の理由（笙の説明を参照）から龍彦がさらに昂奮するためもあり、事後の彼女の腰に力が入らなくなるほどである。

### ヒロイン
主人公とのセックスシーンや個別エンディングが存在する。
由森 美咲（よしもり みさき）
声 - 春日アン
メインヒロイン。龍彦いわく「尖り気味のいわゆるロケットおっぱい」の乳房をはじめ、衣服越しでも男性の視線を惹き付けて止まない、くびれたプロポーションを誇る肢体を持つ。几帳面かつ誰からも好かれる明るい性格であり、龍彦と悠司のことについても2人を同じように好きであったが、大学入学以降は悠司に告白されて彼との交際を開始する。しかし、心の奥底には身を引いた龍彦への想いがくすぶっており、悠司とは一線を越えないまま、龍彦とも友人として付き合う日々を過ごしていた。
悠司が多忙を理由に自らとスレ違うようになったことから、寂しさも手伝って龍彦への秘めた想いを抑え切れなくなり、ゼミ合宿先でついに処女を捧げる。その後、プレイヤーの選択次第では悠司への罪悪感から龍彦との背徳的なセックスに溺れていき、彼の性的能力の高さや悠司の静観も手伝ってほぼ受身ながら実は貪欲な性癖を露にすることとなる。
福来 奈保（ふくらい なほ）
声 - 谷川涼子
龍彦たちの大学を卒業後、学生課職員として務めている女性。龍彦たちのゼミのOBでもある。童顔で子供じみた自由奔放な立ち振る舞いに加え、本人の台詞によれば身長が150cmという小柄であるのに対して胸囲が90cmのHカップという巨乳であるため、男子学生たちには「ロリ巨乳」と親しまれて常に注目の的であり、痴漢の類に狙われることも多い。恋人の田中とは高校時代からの仲であり、すでに肉体関係も結んだ同棲中の身であるが、最近はマンネリや欲求不満を感じてもいる。
龍彦には姉のようにも接しているが、プレイヤーの選択次第では龍彦とのセックスに溺れていくうえ、実は貪欲な隠れマゾヒストであることや、田中や龍彦にはサディストとしても自らへ接するように望んでいることが明らかとなる。また、エンディングではヒロイン中唯一結婚や出産へ至るうえ、田中との間に授かった赤子のグラフィックも用意されている。
杉原 静乃（すぎはら しずの）
声 - みすみ
龍彦のゼミ後輩で3年生。ゼミ長を務めているショートヘアの女性。棘のある言動で周りと距離を置いており、龍彦たちより桂と一緒に居ることの方が多い。美咲や奈保よりスレンダーなプロポーションを誇る肢体を持つが、常にノーブラの素肌の上から直接ライディングウェアを着込んでいるため、周囲の男性からは性的を通り越して奇異な視線の的となっている。しかし、本人はそれをまったく気にしない個人主義を貫いており、時にはライディングウェアの前側を大きく開けたままで立ち振る舞ったりもする。なお、コンテストで入賞するほど絵画の腕前は高い。
龍彦と美咲がゼミ合宿先で一線を越えたこともすぐに見抜くほど勘は鋭いが、プレイヤーの選択次第では少女の頃に強姦されかけた経験から男嫌いに陥った後、サディストのレズビアンとして桂を辱めるようになったことが明らかとなる。エンディングでは桂にフラれた反動で龍彦に嫌がりながらも処女を捧げるが、彼の性的能力によって男性相手の快楽を剥き出しにしたセックスに目覚める。

### サブヒロイン
主人公とのセックスシーンが存在するが、個別エンディングは存在しない。
向井 笙（むかい しょう）
声 - 山咲杏
奈保の中学時代からの友人。サラサラで長いストレートヘア、垂れ目気味の優しげな容貌、ジーンズから覗く見せパン、手馴れた性技、おっとり系の落ち着いた口調などの要素を兼ね備え、亜里沙（ありさ）の源氏名を持つ風俗嬢。既婚男性など他人のパートナーとのセックスを好むうえ、友人の知己かつ未経験者に対しては即座に誘いたくなるほどの、好き者でもある。
プレイヤーの選択次第では龍彦をお気に入りのラブホテルへ誘い、前述の性癖を告白しながら昂奮してプライベートセックスを楽しむ。また、その際には美咲や奈保に引けを取らないプロポーションを誇る扇情的な肢体は、自らとセックス中の龍彦に彼が抱いてきた美咲か奈保の肢体を思い出させ、龍彦をさらに昂奮させることとなる。
斎 桂（いつき けい）
声 - 伊藤瞳子
龍彦の同級生であり、神社の家に生まれた娘。姫カットの黒髪に美しく落ち着いた佇まいの処女でもあるが、実は大の男嫌いかつレズビアン。静乃のゼミ仲間である龍彦のことも忌み嫌っているうえ、自身はマゾヒストでもあるため、2人きりになると辱めてくれる静乃とは常に一緒に居ることを望んでいる。
プレイヤーの選択次第では静乃に龍彦とのセックスを強要され、彼への嫌悪や恐怖に満ちた自らを蔑み笑う静乃の目の前で涙しながら、龍彦の性的能力による苦痛と快楽の狭間で処女を散らす。しかし、それが高じて男性とのセックスに目覚め、後日には静乃との関係を解消することとなる。
佐川 美都（さがわ みと）
声 - 彩世ゆう
龍彦の同級生であるが、大学へはほとんど顔を出さず、肌も露な姿で遊び回っている妖艶な美女。さまざまな大学のサークルから男女学生たちを集め、マンションの一室でコンパと称した乱交パーティーを開催するなど、貞操観念は性格同様に軽薄である。疎遠な女性陣からの評判も非常に悪いが、本人はまったく気にしていない。
プレイヤーの選択次第では龍彦と美咲を乱交パーティーへ誘い、マンションを訪れた龍彦が参加を承諾した場合は彼に付いてきた美咲を男性陣へ任せ、自らは龍彦とのセックスを楽しむ。また、龍彦と結合した際にはその直後こそ彼の自暴自棄交じりの激しさを苦痛に思うもののすぐに慣れ、絶頂を迎えることとなる。

### その他
いわゆるサブキャラクター。
野嶋 智子（のじま ともこ）
声 - 寧々
美咲の同級生で親友。別のゼミに所属しているにもかかわらず美咲のもとへ頻繁に顔を出すことから、龍彦たちとも顔馴染。ただし、男女交際に関しては非常に奥手であり、男性相手に喋るのは苦手。
女子校出身の読書好きで大人しい眼鏡っ娘という、ヒロインたちに引けを取らないルックスやプロポーションを誇る肢体を持っているうえ、本編には龍彦たちのゼミ旅行へ同行して露天風呂でヒロインたちと共に入浴を楽しむシーンが用意されているなど、パッケージやEGIS公式サイトでの扱いも含めてサブヒロインのように描かれているが、実は龍彦とはおろか誰ともセックスを行うことは無い。ゼミ室で目の前に座っていた龍彦と美咲がじゃれ合いからセックスを始めても、自身は頬を赤らめてその終了まで黙り込むだけであった。
我孫子（あびこ）
声 - 彩世ゆう
名前は不明。奈保の同僚であり、いわゆるキャリアウーマンの美女。常に眼鏡を手放さない。奈保の自由奔放さにはいつも頭を悩ませているが、常に凛とした佇まいを崩さない一方、男性の視線を惹く過激な勝負下着には熱い視線を向けてしまうなど、年頃ゆえの面を覗かせることもある。
沢渡 日菜子（さわたり ひなこ）
声 - 三条リカ
龍彦のゼミ後輩で3年生。ツインテールヘアとそこそこのプロポーションを誇る肢体を持つ女性。外見は普通に可愛らしいが、思考は天然ボケ系の性格に彼氏である傑とのバカップルぶりが加わり、いつでもどこでも彼と2人きりになることや、そこで楽しむセックスのことで占められている。
実は麻雀の腕前は相当なものであり、雀卓を見ると目の色が変わる。家族ぐるみで鍛えられたイカサマ込みの凄腕で、柔護たちを手玉に取る。
クラウデテ
声 - 山咲杏
南米からの留学生の美女。奈保に匹敵する巨乳にビキニを着けてワイシャツを羽織り、デニムのショートパンツを穿いただけの肌も露なダイナマイトバディに、片言の日本語で喋る。陽気な性格であるが、来日して日が浅いために勝手はわからず、悠司には日々世話になりっ放し。
プレイヤーの選択次第では悠司の子を身篭ることとなるが、妊婦や母親となった姿のグラフィックは用意されていない。
瀬能 悠司（せのう ゆうじ）
声 - 胸肩賢
龍彦の親友かつ美咲の彼氏。眼鏡を掛けた優等生といった風貌のまま、面倒見が良く人望も厚いなど、あらゆる面において「良い人」。大学2年の時、龍彦に確認したうえで美咲に告白して交際を開始したが、クラウデテの世話など多忙な日々に追われてゼミに顔を出すことも減り、彼女とはスレ違い始めている。
平岸 耕太（ひらぎし こうた）
声 - 梅小路ピンポン
龍彦のゼミ後輩で3年生。小柄ながらガッシリした身体を持ち、ビキニが似合う青年。生真面目な性格であり、曲がったことは嫌いであるが、基本的には嫌なことを根に持たない。奈保の自由奔放さには、自らの姉と重ね合わせて厳しい態度に出ることもある。
高岩 傑（たかいわ まさる）
声 - 夏田空
龍彦のゼミ後輩かつ日菜子の彼氏。眼鏡を掛けたウブな少年のようなルックスであるが、日菜子とは暇さえあればセックスを楽しむ。金欠を理由としてゼミ室をラブホテル代わりに使うことも多いため、耕太にとっては日菜子共々呆れと怒りの的となっている。
塩尻 柔護（しおじり ゆうご）
声 - 丈隆志
龍彦の級友でゼミ仲間。金色に染めたロングヘアがまったく似合わない、肥満体の物臭男。悪い人物ではないが、素で下品な言動を理解できる者は少ない。その一方、龍彦と美咲の変化については鋭く、正論を口にしたりもする。大学へはあまり顔を出さず、単位も足りていないために留年は確実のうえ、死亡説すら流れることもある。酒には強いが、福神漬は嫌い。

田中（たなか）
声 - 土門熱
名前は不明。奈保と同棲中の彼氏であり、大学では柔道のコーチも担当している、体育会系で大らかな性格の大男。奈保とは高校時代からの仲であり、すでに肉体関係も結んだ仲であるが、自らの性格が彼女に性的な欲求不満を抱えさせていることは自覚していない。奈保が龍彦とのセックスに溺れるようになってもそれは変わらず、ますます背徳的な性生活を満喫していく彼女の変化に気付かないままエンディングでは結婚し、まもなく赤子を授かることとなる。
瀧野勢（たきのせ）
声 - 如月春男
名前は不明。龍彦たちの大学でゼミの責任者を務めている、人の好い老教授。酒が好物であるが、飲み過ぎては医者の世話になることも多い。ゼミ合宿先では本人が居なくても、皆がその名前を出しただけで待遇が良くなるなど、顔の広さはお墨付き。

## スタッフ
- 企画：熊野堂、EGIS
- ディレクション、シナリオ：玉子文庫
- システム設計、インターフェース：Zodiac[12]（ロミナ毅流、ゆづるぎ、大和環）
- プログラム：妹尾一二美
- スクリプト：オナニー卒業、暗黒舞踏会
- キャラクターデザイン、原画：方谷辛稔
- アニメーション制作、動画：スタジオたくらんけ、酔仙
- 色指定、検査：宮川はれみ
- 仕上：HANJIN ANIMATION、アームス仕上室
- CG監修：メタボ・リック
- CG：メタボ・リック、かものはし、CHICK、Zodiac（KTO、アヤコ、大宮ひゃっぽ、のら犬、R-STYLE、調月、菊蔵、たぢまよしかづ、古川れもん、ラファエロT、ロミナ毅流、ゆづるぎ）
- トレース：Love木U介、辻堂マユ子、伍井光、卯月ツカサ、結城雪花
- オープニングムービー制作：KIZAWA studio
- 音楽プロデューサー：紅赤朱
- 音楽：デリケートな部分
- 音声ディレクター：藤原もりじ（ソルシエール・サウンド・デザイン）
- 制作進行：砂糖琢磨
- 広報：くま
- 営業：衣's
- デバッグ：秀吉、H・Y
- デザイン協力：有限会社クラスレーベルデザイン
- スペシャルサンクス：マッドパイ、赤河桜、木公島言寺史
- 制作：EGIS

## 主題歌
「Tragicomedy」
作詞：猿 / 作曲、編曲：犬 / 歌：MAMI